# Aghatai Khan
Aghatai Khan (Akatai Khan o Aqatai Khan) fou kan de Coràsmia, fill d'Avanek Khan i successor del seu germà Kal Khan vers 1547. Va tenir com a capital Vesir o Vezir.
Els fills de Kal Khan havien rebut el feu de Kath, però aviat en foren expulsats; al mateix temps també foren expulsats del seu feu d'Ugendj, Yunus Sultan i Pekhvan Kuli, els fills de Sufiyan Khan. Per això s'havien aliat els fills de Bujugha Khan, els d'Avanek Khan i els del mateix Aghatai Khan. Els expulsats es van retirar a Bukharà. Es va procedir a un nou repartiment dels feus i Ali Sultan (que no pot ser el fill d'Avanek amb aquest mateix nom, assassinat vers 1537, però a la font se l'identifica com a tal) va rebre Deran; el seu germà Sari Mahmud Sultan, va rebre Urgendj; Hajim Muhammad, Bagh-Abad; Din Muhammad, Nisa i Abiward; i els fills de Bujugha, Ish, Dost i Burum, van rebre respectivament Khivà, Hazarasp i Kath.
A Bukharà, Yunus Sultan, el fill de Sufiyan Khan, es va casar a una filla de Ismaïl Nogai, el famós cap dels nogais. Anava des de Bukharà amb 40 seguidors cap als terrenys de pastura del seu sogre, quan va passar per Tuk, que estava deserta, car els habitants havien anat a acampar a Urgendj. Llavors va planejar recuperar el patrimoni del seu pare; va arribar a la ciutat i es va aturar unes hores i a la nit es va dirigir a peu la població; va poder evitar a una patrulla i va arribar a les muralles des d'on va poder veure la residència del governador Sari Mahmud Sultan; es va introduir fins aquesta sense ser advertit i va agafar el governador i el va fer portar amb una escorta a Aghatai Khan a Vesir; els soldats i ciutadans d'Urgendj, que estaven cansats de la tirania de Mahmud, van acceptar a Yunus que es va proclamar kan.
Aghatai, que portava governant uns 8 o 9 anys, va donar suport a Mahmud i va marxar per atacar Yunus a les forces del qual va trobar a l'oest de la tomba del xeic Najmudin Kubra. Aghatai Khan fou derrotat i va fugir. Kassim Sultan, el fill de Yunus, la mare del qual era filla d'Aghatai, el va perseguir i el va capturar portant-lo a Urgendj on al cap de poc el va executar en secret i de manera que no van quedar rastres al seu cos, per la qual cosa va passar per una mort natural; el cos fou retornat a la família a Vesir (1556) i Yunus Sultan es va consolidar temporalment com a kan.